# Mark Naimark
Mark Aronovich Naimark (en ruso: Марк Ароно́вич Наймарк; 5 de diciembre de 1909 – 30 de diciembre de 1978) fue un matemático soviético que hizo importantes contribuciones al análisis funcional y a la física matemática.

## Vida
Naimark nació el 5 de diciembre de 1909 en Odesa, parte de la actual Ucrania, pero que entonces formaba parte del Imperio ruso. Su familia era judía, su padre Aron Iakovlevich Naimark era un artista profesional y su madre era Zefir Moiseevna.  Tenía cuatro años cuando comenzó la Primera Guerra Mundial en 1914, y siete cuando comenzó la tumultuosa Revolución Rusa en 1917. Mostrando un temprano talento para las matemáticas, Naimark se matriculó en una escuela técnica a la edad de quince años en 1924, poco después de que terminara la Guerra Civil Rusa. Allí estudió mientras trabajaba en una fundición hasta que se matriculó en la facultad de Física y Matemáticas del Instituto de Educación Nacional de Odessa en 1929.  Se casó con su esposa Larisa Petrovna Shcherbakova en 1932, con quien tuvo dos hijos. 
En 1933, Naimark comenzó sus estudios de posgrado en la Universidad Estatal de Odessa en el Departamento de Teoría de Funciones.  Fue supervisado por el analista funcional Mark Kerin, completando su disertación de candidato en 1936.  Kerin era en ese momento todavía un joven matemático, sólo dos años mayor que Naimark, pero ya había formado un grupo de investigación en análisis funcional y trabajaron juntos en algunos de los primeros trabajos de Naimark sobre formas simétricas y hermitianas.  En 1938 Naimark inició sus estudios de doctorado en el Instituto Steklov de Matemáticas, donde desarrolló su reconocido trabajo sobre extensiones autoadjuntas de operadores simétricos, e inició una colaboración con Israel Gelfand que duró más de una década.  Recibió su doctorado en 1941 y fue nombrado catedrático del Instituto Sismológico de la Academia de Ciencias de la URSS. 
En 1941, Hitler invadió la Unión Soviética y ese mismo año la ocupación rumana y alemana de Ucrania provocó una masacre en la ciudad natal de Naimark . Naimark se unió a un servicio especial (llamado "guardia local") durante la guerra y trabajó en el frente laboral, trasladándose a Tashkent con el Instituto Sismológico a finales de 1941 cuando el ejército nazi avanzaba hacia Moscú, donde permaneció hasta 1943. 
Después de la guerra, Naimark regresó a Moscú, donde trabajó en varios institutos, y en 1954 se convirtió en profesor en el Departamento de Matemáticas del Instituto Físico-Técnico de Moscú. Fue nombrado profesor en el Instituto Steklov de Matemáticas en 1962, donde permaneció durante el resto de su carrera y supervisó a siete estudiantes de doctorado.  Durante la redacción de su último libro, Teoría de las representaciones grupales, Naimark estaba demasiado enfermo para escribirlo solo, por lo que lo completó dictándolo a su esposa. Naimark murió el 30 de diciembre de 1978 a los 69 años después de una prolongada enfermedad,  y fue enterrado en el cementerio Kuntsevo de Moscú.  Había escrito 123 artículos y cinco libros. 

## Trabajo
Los intereses de Naimark se formaron en la década de 1930 durante una época dorada del análisis funcional en la URSS. Sus primeros trabajos con Kerin incluyeron el desarrollo de la teoría de la separación de raíces de ecuaciones algebraicas. Naimark también comenzó a interesarse por las técnicas pedagógicas en esta época, interés que permaneció con él por el resto de su vida.  Después de trasladarse al Instituto Steklov de Matemáticas para obtener su D.Sc. Naimark trabajó intensamente en teoría espectral, extensiones de operadores simétricos y teoría de representación de operadores localmente compactos.  Su colaboración con Israel Gelfand en las décadas de 1930 y 1940 condujo a varios resultados fundamentales en el análisis funcional, incluido el teorema de Gelfand-Naimark de 1943 y el teorema GNS .
Durante su servicio en la Segunda Guerra Mundial, Naimark escribió varios artículos sobre sismología y ayudó a desarrollar la teoría espectral de ecuaciones diferenciales ordinarias . Trabajó especialmente en operadores diferenciales singulares de segundo orden con un espectro continuo, utilizando funciones propias para describir sus descomposiciones espectrales y estudiando el concepto de singularidad espectral. Sus resultados se resumen en la monografía Operadores diferenciales lineales, que se publicó en 1954.
En 1956, Naimark publicó su monografía Normed Rings, que proporcionó el primer tratamiento integral de las álgebras de Banach y tuvo una enorme influencia en el desarrollo de este campo.  Su monografía de 1958 Representaciones lineales del grupo de Lorentz ayudó a desarrollar la teoría de las representaciones de las series fundamentales de los grupos clásicos complejos, comenzando con SL(2,C). Con Zhelobenko, más tarde generalizó estos resultados a todos los grupos de Lie complejos semisimples. En la década de 1960, los intereses de Naimark se centraron más intensamente en la teoría de la representación de grupos y álgebras en espacios con métrica indefinida, que se convirtió en el tema de su última monografía (1976), The theory of group representations.
El nombre de Naimark está asociado con varias ideas importantes en el análisis funcional:
- El teorema de Gelfand-Naimark sobre la representación de álgebras C* mediante operadores acotados
- Teorema de dilatación de Naimark sobre extensiones de operadores simétricos
- La construcción Gelfand-Naimark-Segal (la construcción GNS) que establece una correspondencia entre representaciones * cíclicas y funcionales lineales
- El problema de Naimark sobre las representaciones irreducibles de álgebras C* en términos de operadores compactos en un espacio de Hilbert.
- Equivalencia de Naimark de dos representaciones de grupos en un espacio de Banach

## Publicaciones Seleccionadas
- Unitary representations of the classical groups (with I. M. Gelfand, 1950)
- Linear Differential operators, 1954
- Normed Rings, 1956
- Linear Representations of the Lorentz Group, 1958
- Theory of Group Representations, 1976